# Pump (album)
Pump je desáté studiové album americké rockové skupiny Aerosmith, vydané 12. září roku 1989. V USA se alba Pump prodalo sedm milionů kopií a v roce 1990 se stalo čtvrtým nejprodávanějším albem.

## Seznam skladeb
| Základní verze | Základní verze                 | Základní verze                                    | Základní verze |
| Pořadí         | Název                          | Autor                                             | Délka          |
| -------------- | ------------------------------ | ------------------------------------------------- | -------------- |
| 1.             | Young Lust                     | Steven Tyler / Joe Perry / J.Vallance             | 4:18           |
| 2.             | F.I.N.E.                       | Perry / Tyler / Child                             | 4:09           |
| 3.             | Going Down/Love in an Elevator | Perry / Tyler                                     | 5:39           |
| 4.             | Monkey on My Back              | Perry / Tyler                                     | 3:57           |
| 5.             | Water Song/Janie's Got a Gun   | Tyler / Hamilton                                  | 5:38           |
| 6.             | Dulcimer Stomp/The Other Side  | Tyler / Vallance / B.Holland / Dozier / E.Holland | 4:56           |
| 7.             | My Girl                        | Perry / Tyler                                     | 3:10           |
| 8.             | Don't Get Mad, Get Even        | Perry / Tyler                                     | 4:48           |
| 9.             | Hoodoo/Voodoo Medicine Man     | Tyler / B.Whitford                                | 4:39           |
| 10.            | What It Takes                  | Perry / Tyler / Child                             | 5:11           |
| Celková délka: | Celková délka:                 | Celková délka:                                    | 47:22          |

## Sestava
- Steven Tyler – zpěv, harmonika, klavír
- Joe Perry – zpěv, dobro, hurdy gurdy, kytara
- Brad Whitford – kytara
- Tom Hamilton – akustická kytara, baskytara
- Joey Kramer – bicí